# Alicún (kommunhuvudort)
Alicún är en kommunhuvudort i Spanien.   Den ligger i provinsen Provincia de Almería och regionen Andalusien, i den södra delen av landet, 400 km söder om huvudstaden Madrid. Alicún ligger 426 meter över havet och antalet invånare är 251.
Terrängen runt Alicún är huvudsakligen kuperad, men västerut är den bergig. Runt Alicún är det ganska tätbefolkat, med 83 invånare per kvadratkilometer. Närmaste större samhälle är Almería, 19,0 km sydost om Alicún. Omgivningarna runt Alicún är i huvudsak ett öppet busklandskap.